# HD 3322
HD 3322，又名BD+26 91，SAO 74136、HR 149，是一颗恒星，视星等为6.5，位于銀經118.81，銀緯-35.5，其B1900.0坐标为赤經0h 31m 2.6s，赤緯+26° -35.5′ 15″。